# Aharon Perez
Aharon Perez ou Aron Perez, décédé en 1766, est un rabbin tunisien du XVIIIe siècle ayant officié au sein de la communauté juive de Djerba.
Selon un récit légendaire, il serait originaire de Fès au Maroc. Il aurait quitté cette contrée en compagnie de deux autres rabbins, Messaoud-Raphaël El-Fassi et Shimon ibn Lavi, pour la Palestine, afin de s'installer à Jérusalem. Cependant, observant en chemin le délabrement des communautés d'Afrique du Nord, ils auraient décidé de faire œuvre utile en s'y installant pour diffuser leur enseignement : El-Fassi à Tunis, Lavi à Tripoli et Perez à Djerba. 
Cette légende entre toutefois en contradiction avec les sources historiques qui indiquent que Aharon Perez était originaire de Djerba, où vivait déjà son grand-père Shlomo Perez, sa famille étant établie à Hara Kbira.
Il a écrit en 1758 un ouvrage intitulé Bagdi Ahron (Les Vêtements d'Aaron), publié à Livourne en 1806 par les soins de son petit-fils Maïmon Perez. Son second ouvrage, Mishha Ahron (L'Onction d'Aaron), est également publié à Livourne la même année.
Il est connu pour avoir instauré de nombreuses règles religieuses encore en vigueur de nos jours chez les Juifs suivant le minhag (coutume) djerbien. Il interdit ainsi la consommation de sauterelles jusqu'alors considérées comme casher à Djerba et instaure la sonnerie du chophar à Roch Hachana (nouvel an).